# La Alameda de Gardón
La Alameda de Gardón là một đô thị ở tỉnh Salamanca, phía tây Tây Ban Nha, cộng đồng tự trị Castile-Leon. Dân số đô thị này là 145 người.
Đô thị này có diện tích 32,27 km².
Đô thị này nằm ở khu vực có độ cao 714 mét trên mực nước biển.